# Фара (Prince of Persia)
Фара (англ. Farah) — главная героиня игр Prince of Persia: The Sands of Time и Prince of Persia: The Two Thrones.

## Описание
Фара является дочерью индийского магараджи. Она не только красивая юная девушка, но также замечательная лучница и акробатка. Как наследница престола она получила хорошее образование, а кроме того и магический медальон, захваченный её отцом во время экспедиции на остров времени.
По характеру Фара наивная и сострадательная.

## Биография

### До событий игр
О жизни Фара до войны Персии с Индией не сообщается. Из её разговоров становится известно, что она рано потеряла мать. И что она получила хорошее образование, знает многое о мире вокруг.

### The Sands of Time
Фара во время осады столицы Индии была захвачена в плен персидскими войсками, а после отвезена в Азад, где должна была стать рабыней султана. Фара присутствует при открытии песочных часов Принцем, она пытается его остановить, но девушке это не удаётся. Открытие часов сопровождается землетрясением, при котором рушится дворец и Принц с Фарой оказываются разделены. Через некоторое время престолонаследник снова встречает индийскую принцессу, как раз в тот момент, когда на неё нападает его отец — царь Шараман, изменённый силой песков. Принц вынужден ради спасения Фары убить существо, бывшее ранее его отцом. Принц и Фара начинают полное опасностей путешествие в сокровищницу султана за песочными часами, чтобы, используя их и Кинжал времени, повернуть вспять течение времени и предотвратить освобождение песков времени. Во время своего путешествия Фара и Принц посещают зоопарк султана, дворцовые бани, тюрьму и подземелье, периодически разделяясь по воле обстоятельств и снова встречаясь. В течение своих приключений герои проникаются к друг другу симпатией, даже рискуют жизнью ради друг друга. Наконец они достигают своей цели и находят песочные часы, но когда Принц должен был воткнуть кинжал в часы, чтобы повернуть время, он колеблется, считая, что Фара, царство которой он завоевал, а её саму сделал рабыней, может его обмануть. Ситуацию разрешает появившийся визирь, который открывает портал, втягивающий в себя героев и перенёсший их в склеп, из которого нет выхода. Фара считает, что пусть они и умрут в могильной тьме, зато навеки захоронят Кинжал Времени с собой. Принцесса рассказывает Принцу, который мучается из-за замкнутости пространства, то, что она ещё никому не рассказывала — когда она была маленькой, мать сказала ей волшебное слово, которое надо произносить, когда тебе страшно. Это слово «Каколукия», Принц повторяет это слово и склеп разверзается, после чего герои куда-то проваливается. Принц приходит в себя на лестничной площадке, но Фары рядом нет. Следуя вниз, он приходит в странное помещение с фонтаном, где войдя в одну дверь, выходишь из другой двери в этом же помещении. Наконец Принц находит Фару в бассейне, где она его соблазняет. Когда он просыпается, оказывается, что Фара украла Кинжал времени и его меч, но оставила свой медальон. Принц бросается вдогонку за возлюбленной, но, когда он наконец её настигает, то застаёт её в схватке с песчаными зомби. Прибытие Принца отвлекает Фару и один из зомби сбрасывает её в пропасть. Юноша успевает схватить принцессу за остриё Кинжала, который она держит. Принц, превозмогая боль, пытается поднять девушку, но та, увидев, что к Принцу приближается ещё один песчаный зомби, жертвует собой, чтобы спасти любимого и отпускает кинжал, упав и разбившись. Когда Принцу удаётся повернуть время вспять, он оказывается у себя в шатре в ночь перед штурмом столицы магараджи. Принц тайком проникает в спальню принцессы, чтобы предупредить её о предательстве визиря. Он рассказывает ей историю их совместных приключений, но девушка, естественно, не верит. Приходит визирь и пытается убить Принца и Фару, обставив всё, будто это наследник короля Шарамана убил дочь магараджи, и тем самым развязать войну, но юный принц побеждает злодея. На прощание Принц целует Фару, но та отвергает его, утверждая, что хоть и благодарна ему, но не до такой же степени. Принц отматывает время назад, до поцелуя и просто спрыгивает с балкона и, на вопрос Фары, как же его зовут, отвечает — «Каколукия», что заставляет девушку поверить в историю.

### The Forgotten Sands
Со слов Принца, Фара несколько раз упоминается в начале игры.

### Warrior Within
В заключительной заставке игры Фара показана в Вавилоне, захваченном и разрушенном неизвестным врагом — девушка связана и её охраняют двое вражеских солдат.

### Two Thrones
В этой игре Фара снова становится спутницей Принца. Принц встречает её когда путешествует по Вавилону, чтобы отомстить Визирю за убийство Кайлины. Фара не помнит героя из-за того, что в Warrior Within Принц отменил события первой части, помешав созданию песков времени. Тем не менее, девушка верит в то, что они на одной стороне и дуэт снова сражается против песчаных зомби. Она рассказывает, что Визирь убил её отца, индийского магараджу, а саму девушку захватил в плен и привёз в Вавилон, где Принц её освободил, не заметив это. Когда девушка видит Тёмного принца (альтер эго Принца, возникшее из-за песков), то она бежит от него, думая, что юноша обманул и её и он тоже является песчаным монстром. Но потом Принц ей всё объясняет и они снова путешествуют вместе. Потом Визирь захватывает Фару, но Принцу удаётся убить богоподобного злодея и спасти девушку. Но потом Тёмный принц решает захватить контроль над телом Принца и лишь помощь Фары помогает герою победить в этой битве. В конце концов, Принц предлагает Фаре послушать удивительную историю и начинает рассказывать о своих приключениях.

## Prince of Persia 2008
В этой игре принцесса Фара не появляется, но её именем назван осёл нового Принца, в знак уважения к прошлой серии.

## Критика
- 7 мая 2010 года англоязычный игровой сайт GamesRadar опубликовал заметку, которая была посвящена исследованию сайта MyVoucherCodes.co.uk, который опросил около 1400 мужчин и около 1000 женщин на предмет их любимого игрового персонажа. При этом мужчины выбирали персонажа женского пола, а женщины — мужского пола. В результате для каждого был составлен рейтинг из десяти самым популярных персонажей. Принц занял в рейтинге мужских персонажей второе место, а Фара в женском — восьмое место[2].
- Фара занимает 25 место в списке 50 величайших женских персонажей в истории компьютерных игр по версии Tom’s Games[3]
- PC Games Hardware в 2008 году перечислил Фару среди 112 самых важных женских персонажей в играх[4].
- Сайт Actiontrip поставил Фару на четвёртое место в своём списке «10 цыпочек из компьютерных игр»[5].